# العلاقات المكسيكية الإيطالية
العلاقات المكسيكية الإيطالية هي العلاقات الثنائية التي تجمع بين المكسيك وإيطاليا.

## مقارنة بين البلدين
هذه مقارنة عامة ومرجعية للدولتين:
| وجه المقارنة                                              | المكسيك                                                                               | إيطاليا                                                  |
| --------------------------------------------------------- | ------------------------------------------------------------------------------------- | -------------------------------------------------------- |
| المساحة (كم2)                                             | 1.97 مليون                                                                            | 301.34 ألف                                               |
| عدد السكان (نسمة)                                         | 130.53 مليون                                                                          | 60.60 مليون                                              |
| الكثافة السكانية (ن./كم²)                                 | 66.26                                                                                 | 201.1                                                    |
| العاصمة                                                   | مدينة مكسيكو                                                                          | روما، فلورنسا، تورينو                                    |
| اللغة الرسمية                                             | اللغة الإسبانية                                                                       | اللغة الإيطالية                                          |
| العملة                                                    | بيزو مكسيكي                                                                           | يورو، ليرة إيطالية                                       |
| الناتج المحلي الإجمالي (بليون دولار)                      | 1.15 تريليون                                                                          | 1.93 تريليون                                             |
| الناتج المحلي الإجمالي (تعادل القوة الشرائية) بليون دولار | 2.16 تريليون                                                                          | 2.26 تريليون                                             |
| الناتج المحلي الإجمالي الاسمي للفرد دولار أمريكي          | 9.01 ألف                                                                              | 29.96 ألف                                                |
| الناتج المحلي الإجمالي للفرد دولار أمريكي                 | 17.32 ألف                                                                             | 35.46 ألف                                                |
| مؤشر التنمية البشرية                                      | 0.756                                                                                 | 0.873                                                    |
| رمز المكالمات الدولي                                      | +52                                                                                   | +39                                                      |
| رمز الإنترنت                                              | .mx                                                                                   | .it                                                      |
| المنطقة الزمنية                                           | منطقة زمنية وسطى، المنطقة الزمنية الجبلية، زمن منطقة المحيط الهادئ، منطقة زمنية شرقية | توقيت وسط أوروبا، ت ع م+01:00، ت ع م+02:00، أوروبا/روما ‏ |

## مدن متوأمة
في ما يلي قائمة باتفاقيات التوأمة بين مدن مكسيكية وإيطالية:
- ترتبط كانكون مع كيكانو باتفاقية توأمة.[14]
- ترتبط سان ميغيل دي الليندي مع أكوافيفا ديلي فونتي باتفاقية توأمة.
- ترتبط غوادالاخارا مع ميلانو باتفاقية توأمة منذ 20 أكتوبر 1980.
- ترتبط غواناخواتو مع سبوليتو باتفاقية توأمة منذ 2002.[15][15][15][15]
- ترتبط مدينة مكسيكو مع Niardo [الإنجليزية]‏ باتفاقية توأمة منذ 2006.[16][17][18][16]
- ترتبط تولوكا مع بريشا باتفاقية توأمة.
- ترتبط مدينة بويبلا مع فلورنسا باتفاقية توأمة منذ 2010.
- ترتبط شيبيلو [الإنجليزية]‏ مع سيغوسينو باتفاقية توأمة.
- ترتبط Huatusco [الإنجليزية]‏ مع ترينتو باتفاقية توأمة.

## منظمات دولية مشتركة
يشترك البلدان في عضوية مجموعة من المنظمات الدولية، منها:
| علم المنظمة | اسم المنظمة                                 | تاريخ انضمام المكسيك | تاريخ انضمام إيطاليا |
| ----------- | ------------------------------------------- | -------------------- | -------------------- |
|             | مجموعة العشرين                              | ?                    | ?                    |
|             | منظمة التعاون الاقتصادي والتنمية            | ?                    | 29 مارس 1962         |
|             | منظمة التجارة العالمية                      | 1995                 | 1995                 |
|             | مؤتمر الأمم المتحدة للتجارة والتنمية        | ?                    | ?                    |
|             | المحكمة الجنائية الدولية                    | ?                    | ?                    |
|             | الاتحاد البريدي العالمي                     | ?                    | ?                    |
|             | الوكالة الدولية للطاقة الذرية               | ?                    | ?                    |
|             | منظمة الهجرة الدولية                        | ?                    | ?                    |
|             | بنك التسويات الدولية                        | ?                    | ?                    |
|             | منظمة الطيران المدني الدولي                 | ?                    | ?                    |
|             | مجموعة الموردين النوويين                    | ?                    | ?                    |
|             | يونسكو                                      | 4 نوفمبر 1946        | ?                    |
|             | الفريق المعني برصد الأرض                    | ?                    | ?                    |
|             | الحركة الدولية للصليب الأحمر والهلال الأحمر | ?                    | ?                    |
|             | مؤسسة التمويل الدولية                       | 20 يوليو 1956        | 27 ديسمبر 1956       |
|             | الصندوق الدولي للتنمية الزراعية             | ?                    | ?                    |
|             | منظمة حظر الأسلحة الكيميائية                | ?                    | ?                    |
|             | مؤسسة التنمية الدولية                       | 24 أبريل 1961        | 24 سبتمبر 1960       |
|             | مجموعة أستراليا                             | 2013                 | 1985                 |
|             | وكالة ضمان الاستثمار متعدد الأطراف          | 1 يوليو 2009         | 29 أبريل 1988        |
|             | الاتحاد الدولي للاتصالات                    | 1 يوليو 1908         | 1866                 |
|             | منظمة الشرطة الجنائية الدولية               | ?                    | ?                    |
|             | بنك التنمية للبلدان الأمريكية               | ?                    | ?                    |
|             | الأمم المتحدة                               | 7 نوفمبر 1945        | 14 ديسمبر 1955       |
|             | البنك الدولي للإنشاء والتعمير               | 31 ديسمبر 1945       | 27 مارس 1947         |
|             | المنظمة الهيدروغرافية الدولية               | ?                    | ?                    |
|             | منظمة الأغذية والزراعة                      | ?                    | ?                    |
|             | بنك التنمية الكاريبي ‏                       | ?                    | ?                    |

## أعلام
هذه قائمة لبعض الشخصيات التي تربطها علاقات بالبلدين:
- تينا مودتي (17 أغسطس 1896[26][27][28] – 5 يناير 1942[26][27][28])
- خاريد بورغيتي (لاعب كرة قدم مكسيكي، 14 أغسطس 1973[29] – )
- رودولفو نيري فيلا (19 فبراير 1953 – )
- سرخيو بيتول (كاتب ومترجم ودبلوماسي مكسيكي، 18 مارس 1933[30][31][32] – 12 أبريل 2018)
- فيكتوريا روفو (ممثلة مكسيكية، 31 مايو 1962 – )
- كريستيان باش (ممثلة ومنتجة مسلسلات أرجنتينية مكسيكية، 9 مايو 1959 – 26 فبراير 2019)
- لويس ميغيل (مغني مكسيكي، 19 أبريل 1970 – )
- مايتي بيروني (9 مارس 1983 – )
- نيري كاستيو (لاعب كرة قدم مكسيكي، 13 يونيو 1984[33] – )

## وصلات خارجية
- موقع وزارة الخارجية المكسيكية
- موقع وزارة الخارجية الإيطالية